# Дети во все времена года
«Дети во все времена года» (яп. 子供の四季, кодомо но сики; англ. Four Seasons of Children) — фильм-драма режиссёра Хироси Симидзу по роману Дзёдзи Цуботы, вышедший на экраны в 1939 году двумя частями. Часть первая «Дети во все времена года: Весна и лето» и часть вторая «Дети во все времена года: Осень и зима».

## Сюжет
Часть первая: «Весна и лето»:
Маленьким братьям Дзэнте и Сампэю всегда говорили, что у них нет дедушки и бабушки. Но однажды они встречают на дороге старого человека на лошади и впоследствии узнают, что это их дедушка. Затем в их жизни появляется и бабушка. Оказывается родители скрывали их существование по той причине, что мама Дзэнты и Сампэя когда-то вышла замуж за их отца против воли своих родителей и была тем самым отлучена от родительского дома. Когда отцу мальчиков нужны были деньги на развитие фермерского хозяйства, он взял кредит из кассы фабрики, принадлежащей дедушке мальчиков. Один из соучредителей на фабрике, родственник дедушки по имени Рокаи начинает плести интриги против дедушки из-за этого кредита и добивается ареста его имущества. Тем временем заболевает и умирает отец мальчиков.
Часть вторая: «Осень и зима»:
Жизнь братьев состоит из занятий в школе, плавания в местном водоёме и игр с окрестными мальчишками. Между тем, дружба с одним из давних приятелей Кентаро нарушена, когда его отец Рокаи, затеял интриги против их дедушки. После ареста, наложенного на дедушкино имущество, ребятня не может даже поиграть в его дворе, где им так нравились деревянный конь и качели. Но дети преодолевают все разногласия и налаживают отношения, в отличие от взрослых.

## В ролях
- Рэйкити Кавамура — отец
- Мицуко Ёсикава — мать
- Масао Хаяма — Дзэнта
- Дзюн Ёкояма — Сампэи
- Такэси Сакамото — дедушка
- Фумико Окамура — бабушка
- Сэйдзи Нисимура — Рокаи
- Кинуко Вакамидзу — Мицуко
- Синъити Химори — Суити

## Премьеры
- — 28 января 1939 года состоялась национальная премьера первой части «Дети во все времена года: Весна и лето»[1].
- — 2 февраля 1939 года состоялась национальная премьера второй части «Дети во все времена года: Осень и зима»[2].